# (3950) Yoshida
(3950) Yoshida es un asteroide perteneciente al cinturón de asteroides, descubierto el 8 de febrero de 1986 por Shigeru Inoda y el también astrónomo Takeshi Urata desde el Karasuyama Observatory, Japón.

## Designación y nombre
Designado provisionalmente como 1986 CH. Fue nombrado Yoshida en honor al toponomista japonés Tougo Yoshida.